# Kelyn Rowe
Kelyn Jaynes Rowe (Federal Way, Washington, Estados Unidos, el 2 de diciembre de 1991) es un exfutbolista estadounidense que jugaba de centrocampista.

## Trayectoria

### Inicios
Rowe jugó al fútbol universitario en la UCLA entre 2010 y 2011. Allí ganó el premio al novato del año All-Pac en 2010, y fue incluido en el equipo estelar de la All-Pac ese mismo año. En su segundo año alcanzó la semifinal de la NCAA College Cup con los Bruins y anotó 6 goles y registró 10 asistencias en el proceso.

### New England Revolution
Rowe entró al SuperDraft de la Major League Soccer de 2012 y fue seleccionado en la primera ronda (3.o en la general) por el New England Revolution. Terminó su primera temporada como profesional jugando 30 partidos y anotando tres goles.

### Sporting Kansas City
El 18 de diciembre de 2018, el Sporting Kansas City hizo oficial la llegada del jugador en un intercambio con Colorado Rapids.

## Selección nacional

### Inferiores
Rowe ha sido parte de las selecciones sub-18 y sub-20 de los Estados Unidos, participando con esta última en el Campeonato Sub-20 de la Concacaf de 2011, torneo en el que anotó dos goles pero en el que finalmente EE. UU. no logró clasificar a la Copa Mundial de ese año. También participó de una convocatoria a la selección sub-23 a finales de ese año.

## Clubes
| Club                   | País           | Año       |
| ---------------------- | -------------- | --------- |
| New England Revolution | Estados Unidos | 2012-2018 |
| Sporting Kansas City   | Estados Unidos | 2019      |
| Real Salt Lake         | Estados Unidos | 2019      |
| New England Revolution | Estados Unidos | 2020      |
| Seattle Sounders FC    | Estados Unidos | 2021-2023 |

## Estadísticas
Actualizado el 6 de diciembre de 2020.
| Club                                  | Div.          | Temporada     | Liga  | Liga  | Copas nacionales | Copas nacionales | Torneos internacionales | Torneos internacionales | Total | Total |
| Club                                  | Div.          | Temporada     | Part. | Goles | Part.            | Goles            | Part.                   | Goles                   | Part. | Goles |
| ------------------------------------- | ------------- | ------------- | ----- | ----- | ---------------- | ---------------- | ----------------------- | ----------------------- | ----- | ----- |
| New England Revolution Estados Unidos | 1.ª           | 2012          | 30    | 3     | 1                | 1                | ―                       | ―                       | 31    | 4     |
| New England Revolution Estados Unidos | 1.ª           | 2013          | 35    | 8     | 3                | 4                | ―                       | ―                       | 38    | 12    |
| New England Revolution Estados Unidos | 1.ª           | 2014          | 32    | 5     | 2                | 1                | ―                       | ―                       | 34    | 6     |
| New England Revolution Estados Unidos | 1.ª           | 2015          | 34    | 7     | 1                | 0                | ―                       | ―                       | 35    | 7     |
| New England Revolution Estados Unidos | 1.ª           | 2016          | 33    | 5     | 4                | 0                | ―                       | ―                       | 37    | 5     |
| New England Revolution Estados Unidos | 1.ª           | 2017          | 23    | 1     | 1                | 0                | ―                       | ―                       | 24    | 1     |
| New England Revolution Estados Unidos | 1.ª           | 2018          | 27    | 1     | 1                | 0                | ―                       | ―                       | 28    | 1     |
| Sporting Kansas City Estados Unidos   | 1.ª           | 2019          | 14    | 0     | 1                | 0                | 4                       | 0                       | 19    | 0     |
| Sporting Kansas City Estados Unidos   | Total club    | Total club    | 14    | 0     | 1                | 0                | 4                       | 0                       | 19    | 0     |
| Real Salt Lake Estados Unidos         | 1.ª           | 2019          | 5     | 0     | ―                | ―                | ―                       | ―                       | 5     | 0     |
| Real Salt Lake Estados Unidos         | Total club    | Total club    | 5     | 0     | 0                | 0                | 0                       | 0                       | 5     | 0     |
| New England Revolution Estados Unidos | 1.ª           | 2020          | 20    | 0     | ―                | ―                | ―                       | ―                       | 20    | 0     |
| New England Revolution Estados Unidos | Total club    | Total club    | 234   | 30    | 13               | 6                | 0                       | 0                       | 247   | 36    |
| Total carrera                         | Total carrera | Total carrera | 253   | 30    | 14               | 6                | 4                       | 0                       | 271   | 36    |